# Obereggenen
Obereggenen ist ein Teilort der Gemeinde Schliengen im in baden-württembergischen Landkreis Lörrach.

## Geografie
Obereggenen liegt im oberen Eggenertal und grenzt im Norden an die Gemarkungen Oberweiler und Lipburg, die zur Gemeinde Badenweiler gehören. Im Nordwesten liegt das Dorf Feldberg, ein Ortsteil der Stadt Müllheim im Markgräflerland. Diese Grenzen bilden jeweils auch die Grenze zwischen den Landkreisen Lörrach und Breisgau-Hochschwarzwald. Im Westen befindet sich der Schliengener Ortsteil Niedereggenen. Im Süden von Obereggenen liegen die Gemarkungen der Kanderner Ortsteile Feuerbach und Sitzenkirch und im Südosten schließt sich die Gemarkung von Vogelbach an, das zu Malsburg-Marzell gehört. Im Osten grenzt Obereggenen an die Gemarkungen Marzell und Kaltenbach, die zur Gemeinde Malsburg-Marzell gehören.
Zu Obereggenen gehören die Wohnplätze Blauenhaus, Schloss Bürgeln und Lippisbacherhof, und Schallsingen. Außerdem befinden sich auf der Gemarkung die abgegangene Wohnplätze (Wüstungen) Am Brenntenbuck, Bützihoff (Bitzehof), Gorgendorf und Grüneck.
Obereggenen hat die weitaus größte Gemarkung der Gemeinde Schliengen (37,5 % der gesamten Fläche von Schliengen) und Waldfläche (58,6 % der gesamten Waldfläche von Schliengen). Bei der Einwohnerzahl ist Obereggenen mit 11,6 % der Einwohner der Gesamtgemeinde weniger bedeutend.

## Geschichte

### Name
Vor 1166 wurde Obereggenen auch Eckheim, Eggenhain, Eginheim oder Echinaim genannt. Weitere Bezeichnungen waren Eggenheim superiori 1275 und Oberegginhaim 1281.

### Ortsgeschichte
Die erste bekannte urkundliche Erwähnung datiert vom 12. Juni 773 und findet sich im Lorscher Codex des Klosters Lorsch, das über Grundbesitz im Dorf verfügte. Es bleibt jedoch unklar, ob der dort genannte Ort Eckenheim sich auf Nieder- oder Obereggenen bezieht oder eine noch nicht aufgeteilte Siedlung. In einer Urkunden vom 27. Juni 820 wird eine Güterübertragung auf die Fürstabtei St. Gallen in Eichinaim bezeugt. In der um 1160 von einem Mönch des Klosters St. Blasien geschriebenen Chronik von Bürgeln wird dann auch zwischen inferius Ekkinheim (Niedereggenen) und superius Ekkinheim (Obereggenen) unterschieden.
Es wird angenommen, dass Obereggenen zur Herrschaft der Herren von Kaltenbach gehörte und durch deren Schenkung um 1125 an das Kloster St. Blasien bzw. dessen neu gegründete Probstei Bürgeln kam. Die Markgrafen von Hachberg-Sausenberg konnten als Schirmvögte des Klosters die niedere Gerichtsbarkeit über das Dorf an sich ziehen, und 1726 erklärte das Oberamt Rötteln sämtliche Rechtsprechung durch die Probstei für erledigt. Die Markgrafen beanspruchten jedoch weit früher die Landeshoheit und führten 1556 auch in Obereggenen die Reformation ein, was dann zu einem längeren Konflikt mit dem Kloster St. Blasien führte, das sich weigerte, einen evangelischen Pfarrer zu besolden.
Am Ende des alten Reiches kam Obereggenen 1803 zum Unteramt Schliengen des Oberamtes Badenweiler im Kurfürstentum Baden und 1809 zum Bezirksamt Kandern des Großherzogtums Baden.
Nach Auflösung des Kanderner Amtes 1819 wurde der Ort dem Bezirksamt Müllheim (ab 1939 Landkreis Müllheim) zugeschlagen.

### In der Schlacht bei Schliengen
Die Schlacht bei Schliengen war eine Schlacht des Ersten Koalitionskrieges, in der sich die Armeen Österreichs unter Erzherzog Erzherzog Karl von Österreich und der französischen Republik unter General Jean Moreau gegenüberstanden. Sie fand am 24. Oktober 1796 im Markgräflerland zwischen Basel und Freiburg im Breisgau statt. Das Kampffeld erstreckte sich auf Schliengen (mit seinen heutigen Ortsteilen Mauchen, Liel, Obereggenen, Niedereggenen), Steinenstadt, Sitzenkirch und Kandern.
Bei Liel und im Eggenertal war eine österreichische Kolonne unter General Maximilian Baillet von Latour aufgestellt. Das Corps von Latour nahm Ober- und Niedereggenen ein und beschränkte sich dann auf Scheingefechte, da es seine Artillerie in dem vom Regen aufgeweichten Gelände nicht nachführen konnte.

### Einwohnerentwicklung
| Jahr        | 1852 | 1871 | 1880 | 1890 | 1900 | 1910 | 1925 | 1933 | 1939 | 1950 | 1956 | 1961 | 1970 | 2010 | 2015 | 2020 | 2021 | 2022 | 2023 | 2024 |
| ----------- | ---- | ---- | ---- | ---- | ---- | ---- | ---- | ---- | ---- | ---- | ---- | ---- | ---- | ---- | ---- | ---- | ---- | ---- | ---- | ---- |
| Obereggenen | 612  | 563  | 571  | 599  | 540  | 492  | 539  | 561  | 512  | 622  | 651  | 670  | 630  | 671  | 656  | 689  | 681  | 699  | 719  | 734  |

Quelle: 1852–1970 Tabelle auf Landeskunde entdecken online - leobw; 2010–2024 Homepage der Gemeinde Schliengen

## Politik

### Wechsel des Landkreises und Eingemeindung
Die Gebietsreform in Baden-Württemberg brachte für die Gemeinde deutliche Veränderungen. Mit dem Kreisreformgesetz von 1971 wurde der Landkreis Müllheim per 1. Januar 1973 aufgelöst und die Gemeinde Obereggenen dem erweiterten Landkreis Lörrach zugewiesen.
Am 18. Juni 1973 stimmte Obereggenen als letzter der neuen Schliengener Ortsteile der Fusion mit Schliengen zu, wodurch die Eingemeindung per 1. Januar 1974 wirksam wurde.

### Ortschaftsverfassung
Die Ortschaftsverfassung ist seit 1973/74 eingeführt. Es gibt eine Ortsverwaltung mit acht Ortschaftsräten, die einen Ortsvorsteher wählen. Im Zuge der Gemeindereform in den Jahren 1973/74 wurde durch die Hauptsatzung für den Gemeinderat die unechte Teilortswahl eingeführt, aber am 20. März 2025 aufgehoben.

### Wappen
Blasonierung: „In Silber eine goldenbesamte, fünfblättrige rote Rose mit doppelter Blattlage und grünen Kelchblättern an einem sich aus dem unteren Schildrand von links nach rechts emporrankenden grünen Stiel mit drei Blättern.“ Das Wappen wurde vom Generallandesarchiv Karlsruhe entworfen und von der Gemeinde 1904 angenommen. Allerdings berichtete bereits der Röttler Landvogt Leutrum von Ertingen der Leutrumschen Handschrift (1731–1747), das Dorf habe sich eine Rose als Wappenbild gewählt.

## Öffentliche Einrichtungen
Der Ort hat einen eigenen Kindergarten. Die Grundschule befindet sich im benachbarten Niedereggenen.
In Obereggenen gibt es eine Abteilung der Feuerwehr Schliengen. Die Gemeinde Schliengen führt mit der Lichtung der Ruhe im Bürgler Wald auf der Gemarkung Obereggenen einen FriedWald.

## Kultur und Sehenswürdigkeiten

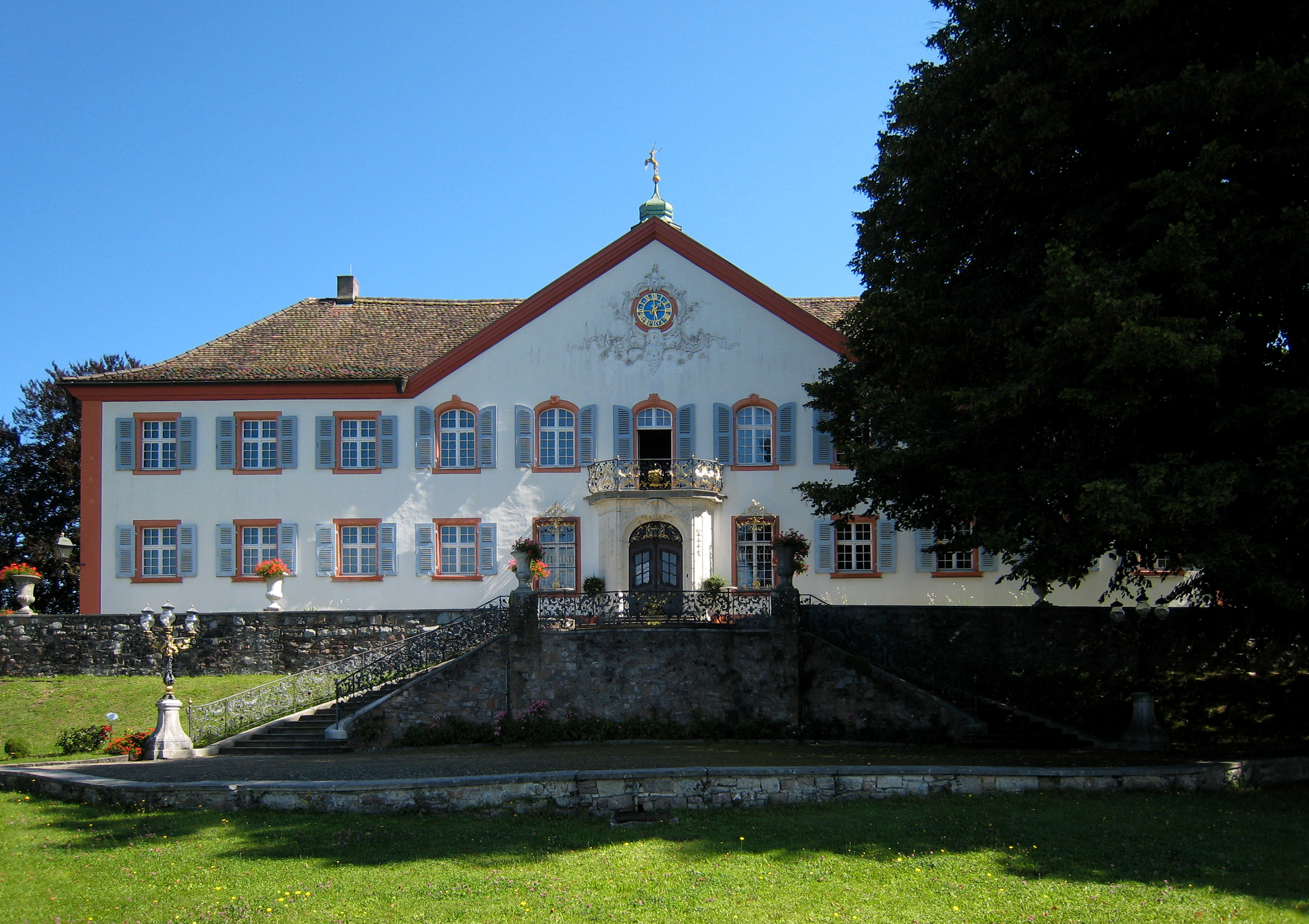
Schloss Bürgeln

Das eindrücklichste Bauwerk auf der Gemarkung ist das Schloss Bürgeln dessen Bau 1764 nach Plänen von Franz Anton Bagnato im Rokokostil abgeschlossen wurde.
Die Evangelische Kirche Obereggenen besteht aus einem rechteckigen Langhaus und einem östlich angebauten, dreistöckigen Glockenturm. Sie geht auf einen Bau des 13. Jahrhunderts zurück, aber bereits 1132 gab es einen Vorgängerbau.
Die Burgruine Grüneck und der Ringwall Am brennten Buck sind Zeugen der langen Geschichte des Ortes.
Der Hochblauen ist mit 1165 m höchster Punkt der Gemarkung Obereggenen. Seit 1875 gibt es dort ein Berggasthaus (Blauenhaus) und 1890 wurde der erste Aussichtsturm erbaut. Der hölzerne Turm wurde dann bereits 1895 durch eine Eisenkonstruktion ersetzt.

## Persönlichkeiten

### Söhne und Töchter der Gemeinde
- Blasius Wambach († 1493), 1491 bis 1493 Abt des Klosters St. Blasien.
- Ernst Friedrich Gilg (1867–1933), Botaniker
- Lina Kromer (1889–1977), deutsche Dichterin, die vor allem Gedichte in alemannischer Mundart schrieb